# Homoneura liberia
Homoneura liberia är en tvåvingeart som beskrevs av Charles Howard Curran 1938. Homoneura liberia ingår i släktet Homoneura och familjen lövflugor.
Artens utbredningsområde är Liberia. Inga underarter finns listade i Catalogue of Life.